# Gà

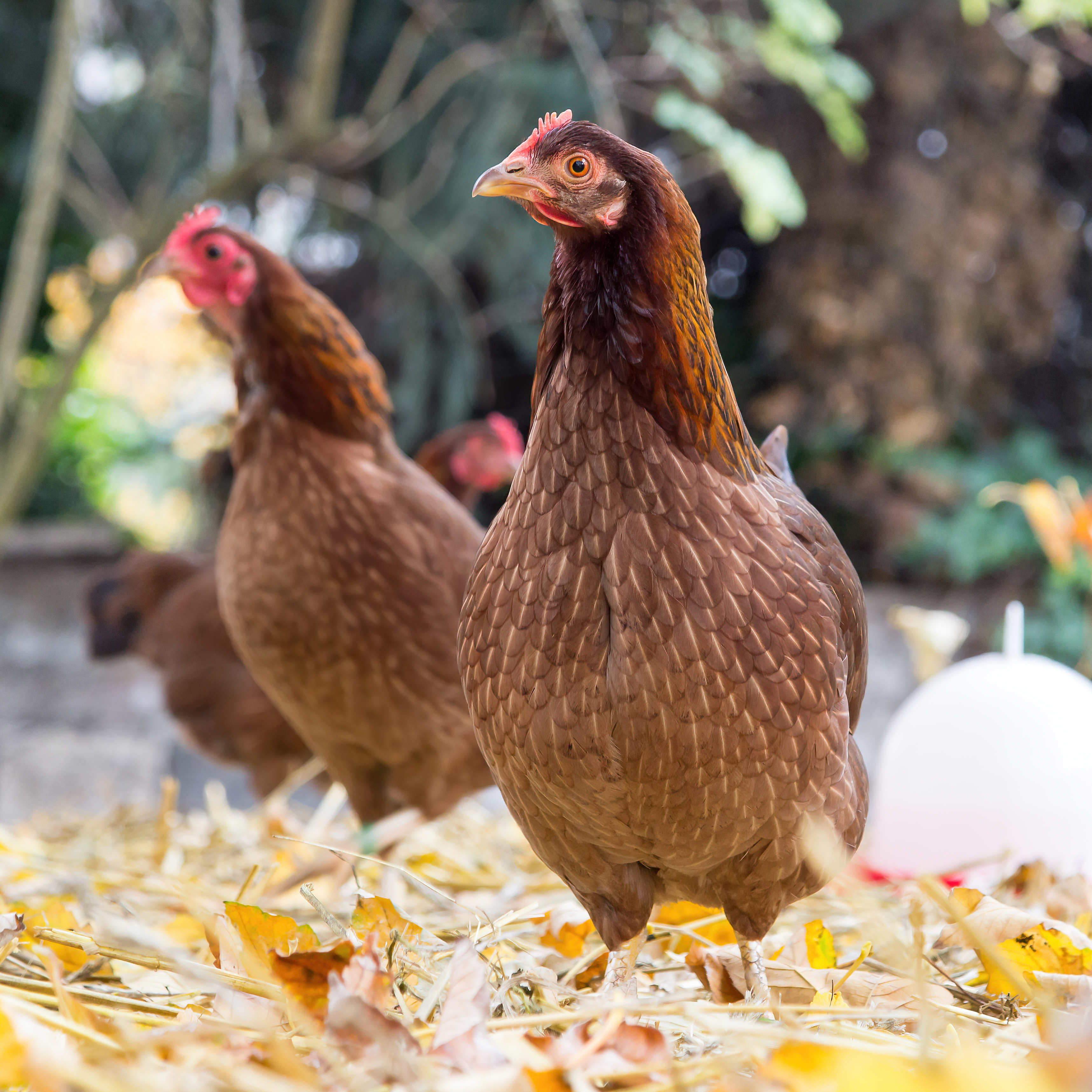
Gà mái

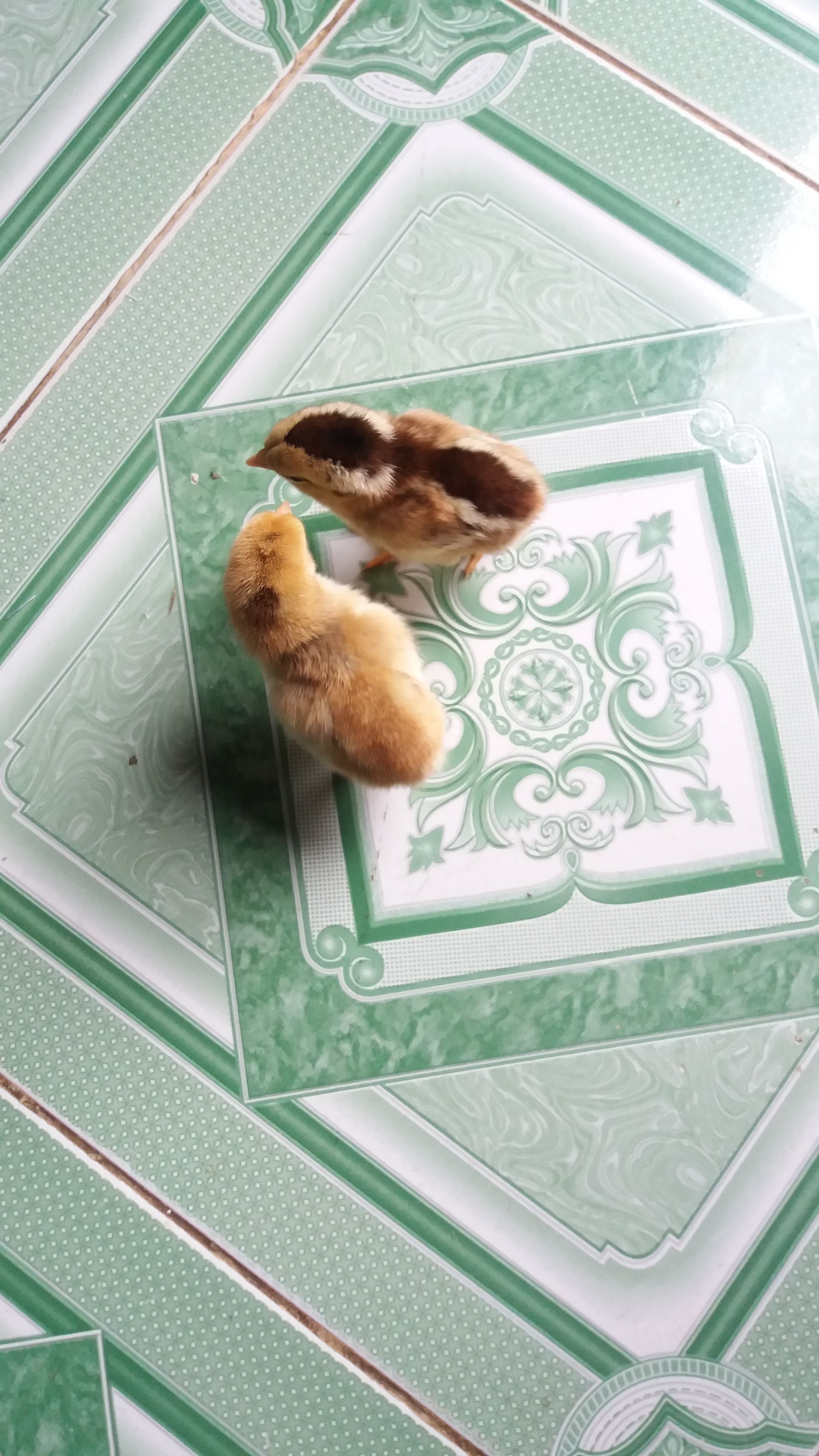
Gà con

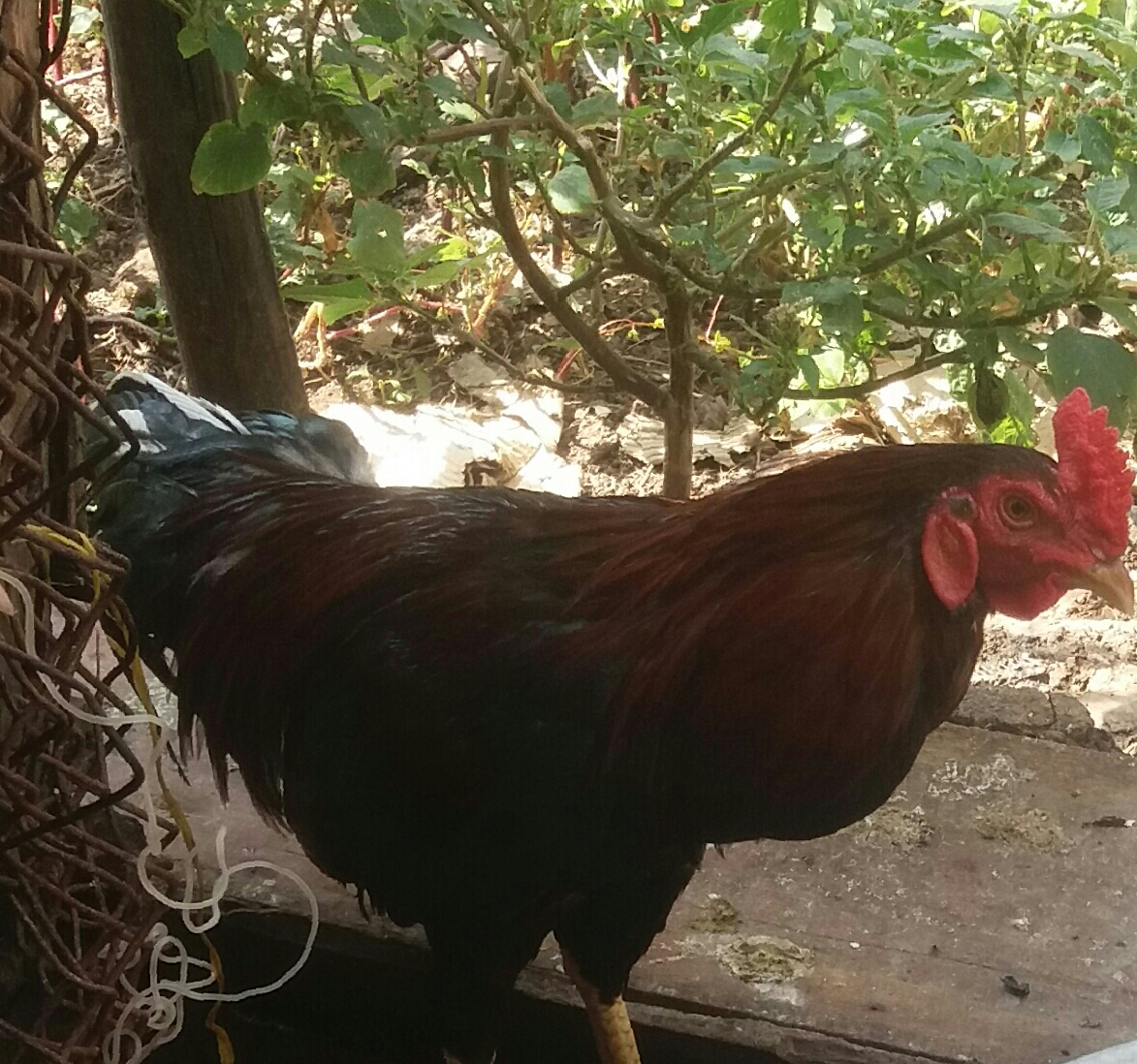
Gà trống

Gà (danh pháp hai phần: Gallus domesticus) là một phân loài chim đã được con người thuần hóa cách đây hàng nghìn năm. Một số ý kiến cho rằng loài này có thủy tổ từ loài gà rừng ở Ấn Độ và loài gà rừng lông đỏ nhiệt đới ở vùng Đông Nam Á. Trong thế giới loài chim, gà là loài vật có số lượng lớn nhất với 24 tỉ cá thể (thống kê vào năm 2023, chủ yếu là gà nuôi). Con người thường sử dụng thịt gà, trứng gà và lông gà để làm thực phẩm và tạo ra những sản phẩm mang giá trị hàng hoá thị trường, phục vụ cho kinh tế quốc gia. Ngoài ra, ngày nay, người ta còn dùng gà để làm các thí nghiệm nghiên cứu khoa học trong các ngành sinh học, vật lý, hóa học.

## Đặc điểm

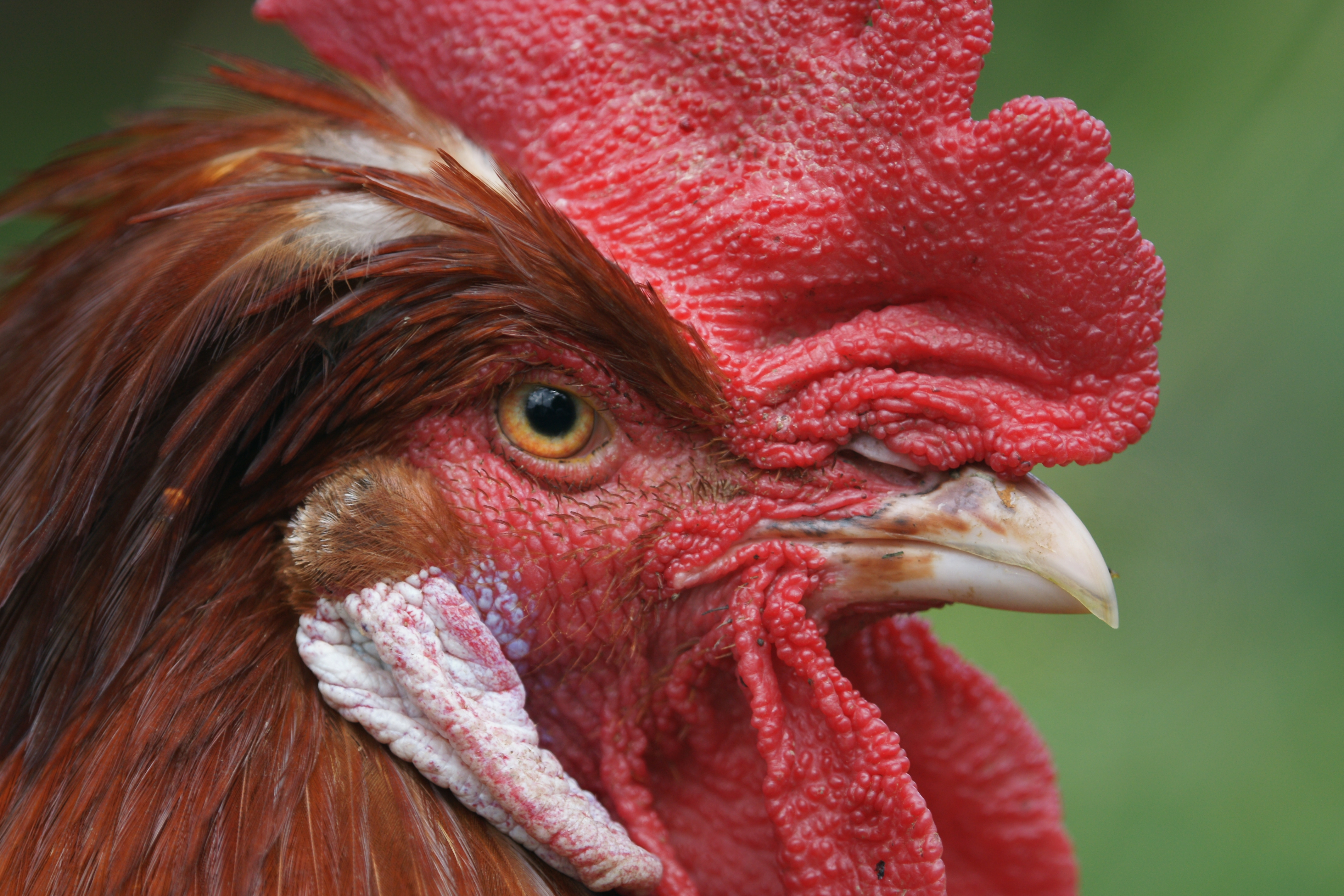
Cận cảnh đầu một con gà trống

Gà là loài ăn tạp. Trong tự nhiên, chúng thường bới đất tìm hạt cây, côn trùng, thằn lằn hoặc chuột nhắt con. Tuổi thọ của gà có thể từ năm đến mười năm tùy theo giống. Con gà mái già nhất thế giới sống được 16 năm và được ghi vào Sách Kỷ lục Guinness. Gà trống thường trông khác biệt với gà mái bởi bộ lông sặc sỡ, chiếc đuôi dài và bóng, lông nhọn trên cổ và lưng thường sáng và đậm màu hơn. Tuy vậy, ở một số giống gà như giống Sebright thì gà trống có màu giống gà mái, chỉ khác chút ít ở phần lông cổ hơi nhọn. Có thể phân biệt trống - mái dựa trên mào gà hoặc sự phát triển của cựa ở chân gà trống. Gà trưởng thành còn có những yếm thịt trên cổ phía dưới mỏ. Cả gà trống và mái đều có mào và yếm thịt, tuy nhiên ở đa số giống gà thì những đặc điểm này chỉ nổi bật ở gà trống. Ở một số giống, xảy ra đột biến khiến dưới đầu gà có một phần lông trông tựa như râu ở người.
Mặc dù nhìn chung những cá thể gà nhẹ cân có thể bay quãng ngắn ở tầm thấp như qua hàng rào hoặc bụi cây, nhưng hầu hết các giống gà nhà thuộc nhóm chim đào bới nên không có khả năng bay xa như nhóm chim bay với cấu tạo cơ thể đầy đủ bộ phận thích nghi tập tính trên không. Gà thỉnh thoảng bay từng chập khi khám phá khu vực xung quanh hoặc trốn khỏi nguy hiểm.

## Tập tính
Gà là loài sinh sống thành đàn khi các thói quen sinh hoạt, ấp trứng và nuôi con mang tính cộng đồng. Lúc gặp nguy hiểm, gà con sẽ núp dưới cánh của gà mẹ.
Các cá thể gà trong đàn sẽ thiết lập hệ thống tôn ti trật tự (dựa trên nguyên tắc "mạnh được, yếu thua") bằng cách giành giật nhau đặc quyền tiếp cận thức ăn, giao phối và địa điểm làm tổ. Khi có cá thể mạnh mất khỏi đàn, hệ thống trật tự này bị phá vỡ một thời gian ngắn đến khi một trật tự mới được thiết lập. Việc bổ sung gà mái - đặc biệt là gà trẻ vào đàn có sẵn có thể dẫn đến xung đột và thương tích. Khi gà trống tìm ra mồi, nó sẽ kêu "cục tác", nhặt thức ăn và thả xuống, gọi các gà khác đến ăn trước. Tương tự, có thể quan sát thấy hành vi này ở gà mẹ khi chúng gọi gà con đến ăn.
Gà trống thường gáy to vào buổi sáng. Tiếng gáy của gà trống (thường có âm lượng lớn, thỉnh thoảng gây chói tai) còn là tín hiệu thông báo cho các gà trống khác về lãnh thổ. Tuy nhiên, gà có thể gáy khi bất ngờ bị phá rối. Gà mái cục tác ầm ĩ sau khi đẻ trứng và khi gọi gà con. Gà cũng có "tiếng kêu cảnh báo" âm lượng thấp khi chúng cho rằng có sự xuất hiện của loài ăn thịt.

### Gà mái
Để bắt đầu màn tỏ tình, một số gà trống nhảy vòng tròn xung quanh hoặc gần gà mái, hạ thấp chiếc cánh gần nhất với gà mái (gọi là gù mái). Sau khi được gà mái đáp lại, cuộc giao phối có thể bắt đầu (gọi là đạp mái).

### Nhảy ổ
Gà mái thường đẻ trứng trong những chiếc tổ đã có sẵn trứng từ trước; ngoài ra, người ta còn quan sát thấy chúng chuyển trứng từ tổ của những con khác sang tổ của mình. Do tập tính này mà một đàn gà chỉ có một số địa điểm đẻ trứng yêu thích thay vì mỗi con có một tổ khác nhau. Gà mái thường tỏ ra thích đẻ trứng ở một nơi nhất định. Hai hoặc nhiều gà có thể cố gắng chia sẻ ổ với nhau cùng một lúc. Trong trường hợp ổ quá nhỏ hoặc một con gà quá cương quyết không chịu rời đi thì các gà mái sẽ cố nằm đè lên nhau. Có bằng chứng cho thấy các cá thể gà mái hoặc thích làm tổ một mình hoặc làm tổ tập thể. Có những người nuôi gà dùng trứng giả làm bằng nhựa hoặc đá để khuyến khích gà đẻ trứng ở nơi mà họ muốn.

### Đòi ấp và úm gà

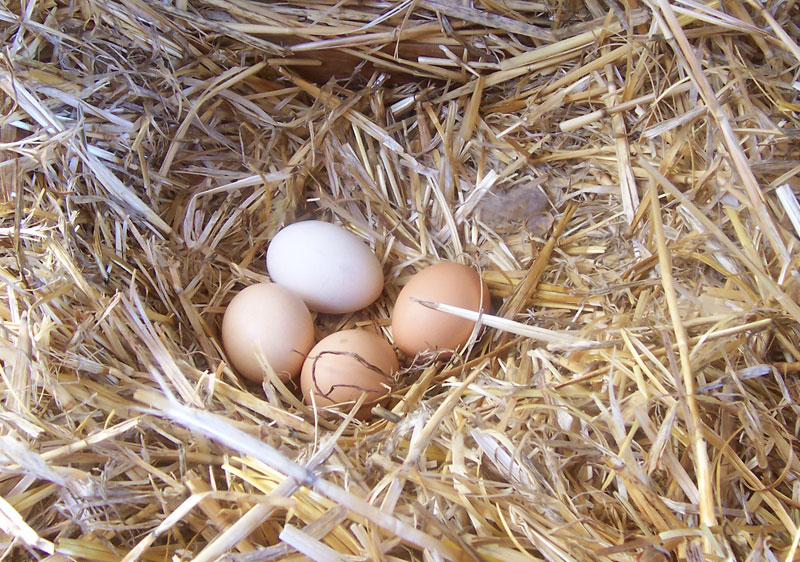
Trứng gà

Trong tự nhiên, đa số gà chỉ đẻ đầy một ổ trứng rồi ngưng và bắt đầu ấp. Hành vi này được gọi là đòi ấp. Gà đòi ấp sẽ ngưng đẻ để chỉ tập trung vào việc ấp trứng (một ổ khoảng 12 quả). Trong thời gian này, gà ít ra khỏi tổ để ăn hay tắm, đồng thời sẽ mổ nếu bị làm phiền hoặc bị đẩy khỏi ổ. Gà mái duy trì nhiệt độ và độ ẩm trong tổ, đồng thời lật trứng trong giai đoạn đầu.
Hết thời gian ấp (khoảng 21 ngày), trứng gà sẽ nở. Do trứng chỉ phát triển khi được gà ấp nên tất cả số trứng sẽ nở chỉ trong một hoặc hai ngày, dù cho thời gian gà đẻ trứng có thể trải dài trong hai tuần. Gà mái có khả năng nghe thấy gà con kêu trong vỏ trước khi trứng nở; nó sẽ nhẹ nhàng cục tác để kích thích gà con mổ vỏ chui ra. Gà con mổ một lỗ thở trên vỏ trứng, thường là ở phần trên của quả trứng. Gà con sau đó sẽ nghỉ ngơi trong vài giờ và hấp thu phần lòng đỏ trứng còn lại trước khi tiếp tục mổ cho đến khi lớp vỏ vỡ ra thành một cái nắp. Chúng chui ra khỏi vỏ và bộ lông được làm khô dưới sức ấm của tổ.

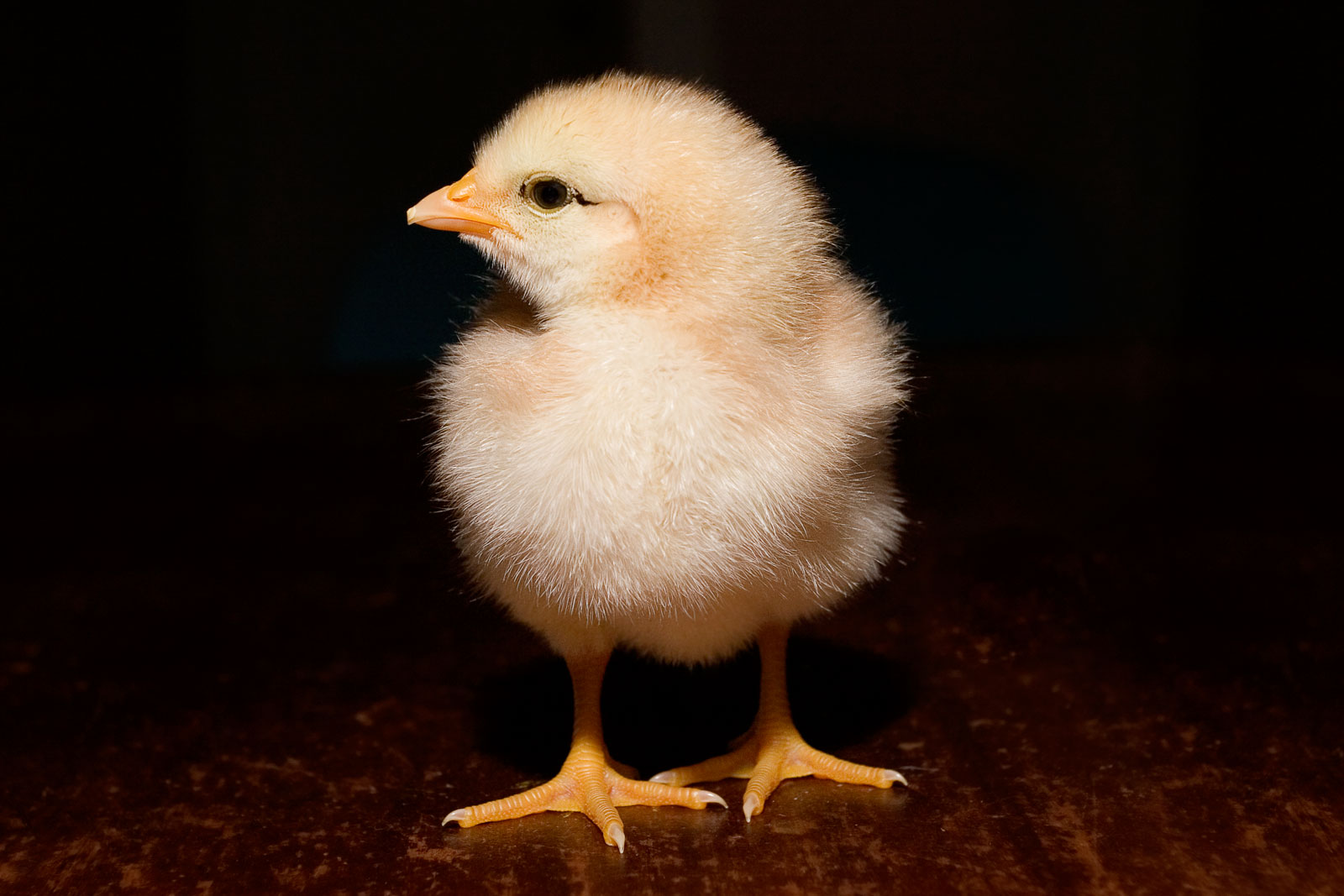
Gà con một ngày tuổi

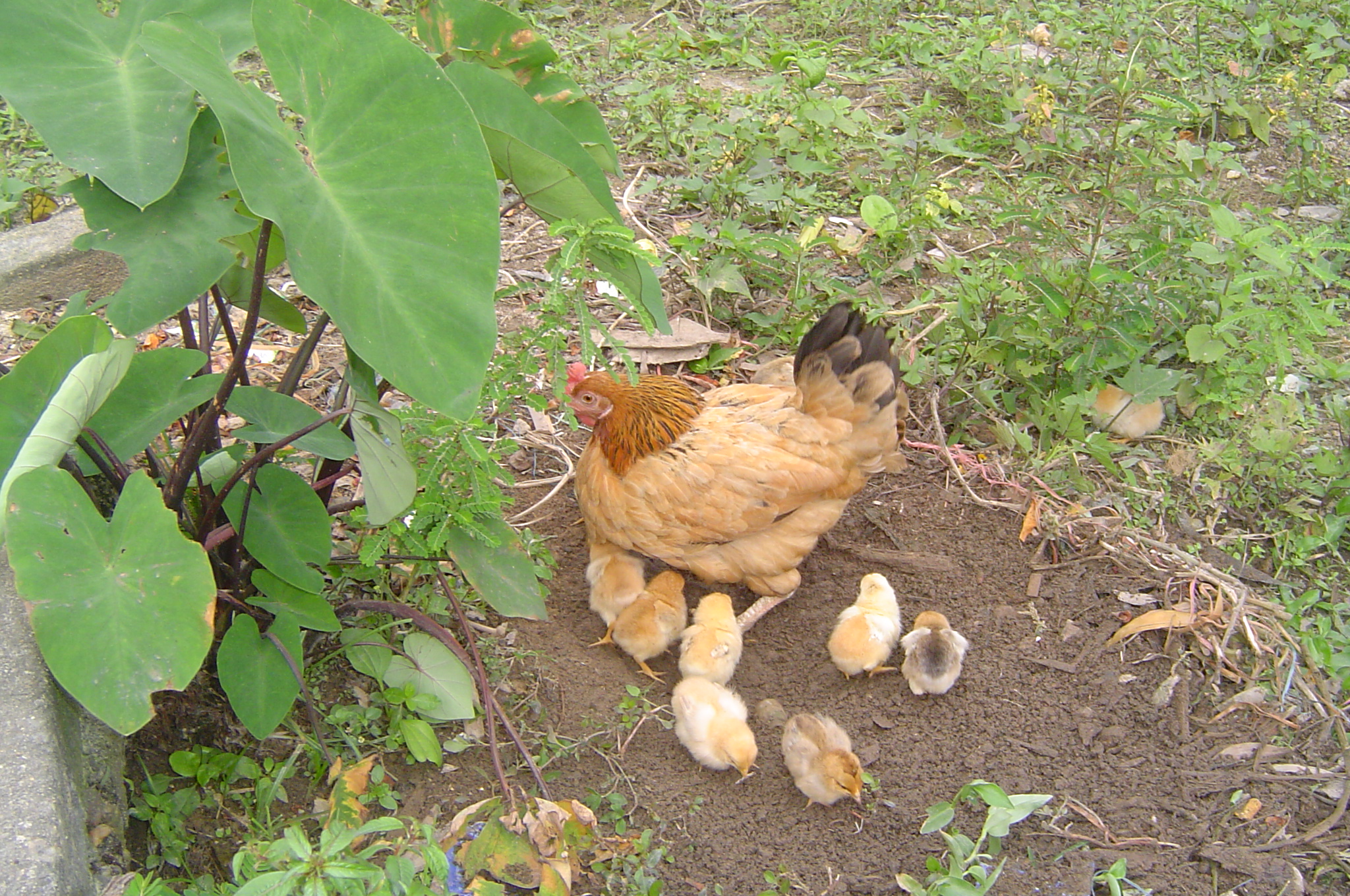
Một bầy gà gồm gà mẹ và các gà con

Gà mái nằm trong tổ khoảng hai ngày sau khi quả trứng đầu tiên nở. Trong thời gian này, gà mới nở sống nhờ vào dinh dưỡng thu được từ phần lòng đỏ trứng chúng hấp thu khi sắp nở. Gà mái rời ổ, bỏ lại những quả trứng không nở được. Gà con mới nở được gà mẹ ra sức bảo vệ và được ấp để giữ ấm khi cần thiết. Gà mẹ dẫn các con tìm thức ăn và nước uống; nó sẽ gọi con khi tìm thấy thứ gì ăn được nhưng hiếm khi mớm trực tiếp cho gà con. Gà mẹ tiếp tục chăm sóc gà con cho đến khi chúng được vài tuần tuổi, sau đó nó sẽ mất dần hứng thú và lại bắt đầu đẻ trứng mới. Các giống gà lấy trứng hiện đại hiếm khi đòi ấp trứng. Những con nào còn đòi ấp thì thường bỏ ngang giữa chừng. Tuy vậy, một số giống như gà Tam hoàng, gà Cornwall và gà ác thường xuyên đòi ấp và là những bà mẹ tuyệt vời, không chỉ ấp trứng gà giỏi mà còn ấp cả các loại trứng nhỏ hơn như trứng chim cút, gà lôi, gà tây hoặc ngỗng. Có khi vịt cũng ấp trứng gà.

## Phôi học
Năm 2006, các nhà khoa học nghiên cứu tổ tiên của chim đã "bật" một gien lặn talpid2 trên gà và khám phá ra sự hình thành hàm răng ở giai đoạn phôi gà, tương tự những gì đã tìm thấy trên các hóa thạch chim cổ. John Fallon - giám sát dự án - cho hay gà có "...giữ lại khả năng tạo răng, dưới các điều kiện nhất định...."

### Nguồn gốc

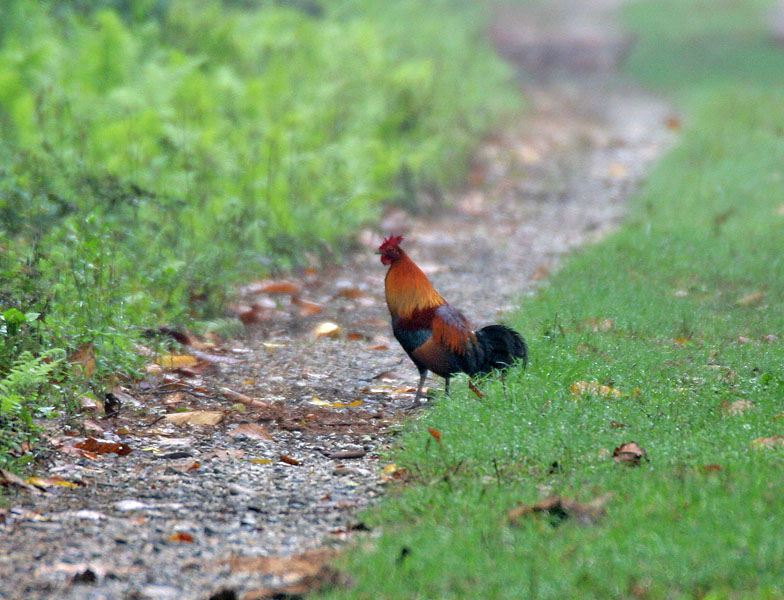
Gà rừng lông đỏ

## Trong văn hóa

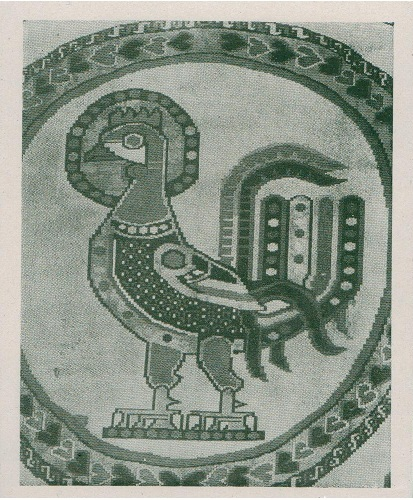
Gà trống Ba Tư Vatican - bản in vải năm 1919 thể hiện một mẫu vẽ gà trống Ba Tư thuộc Tòa Thánh, niên đại là năm 600. Để ý rằng vầng hào quang thể hiện sự linh thiêng.

## Trong lịch sử

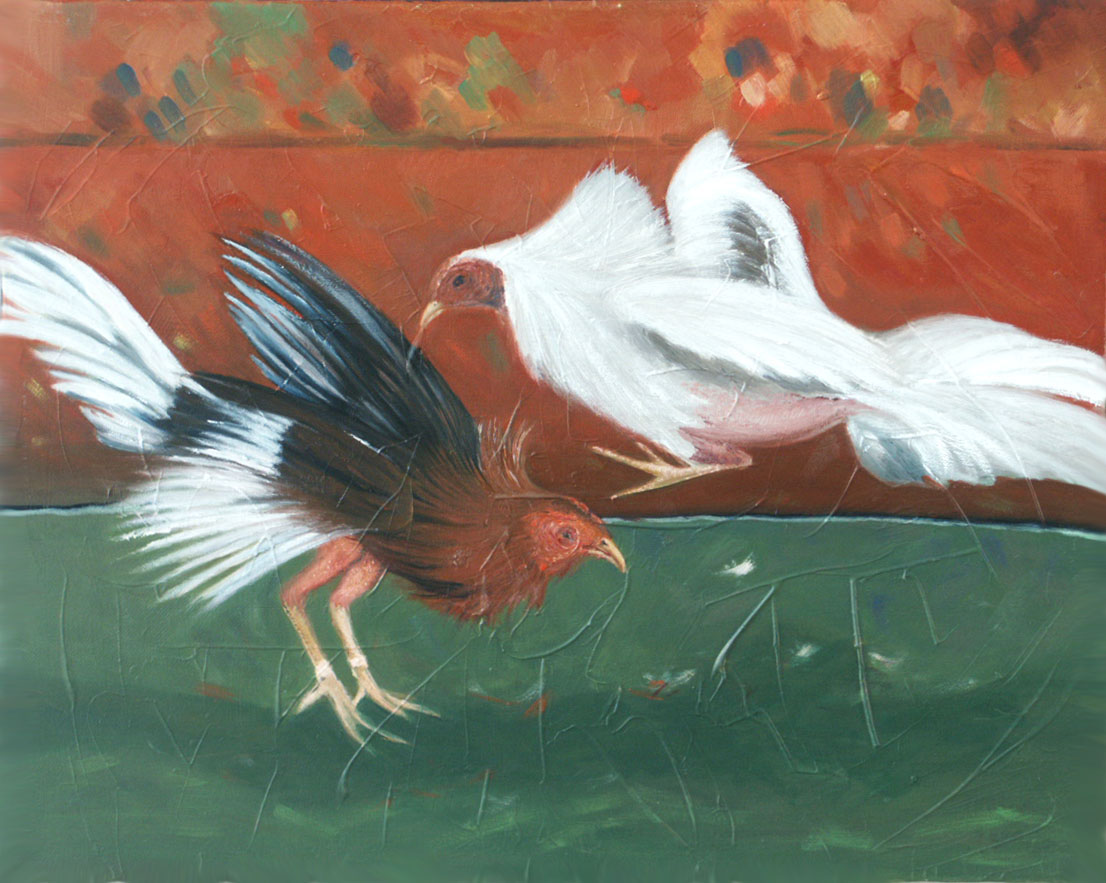
Tranh vẽ hai con gà đang đá nhau

## Chăn nuôi gà

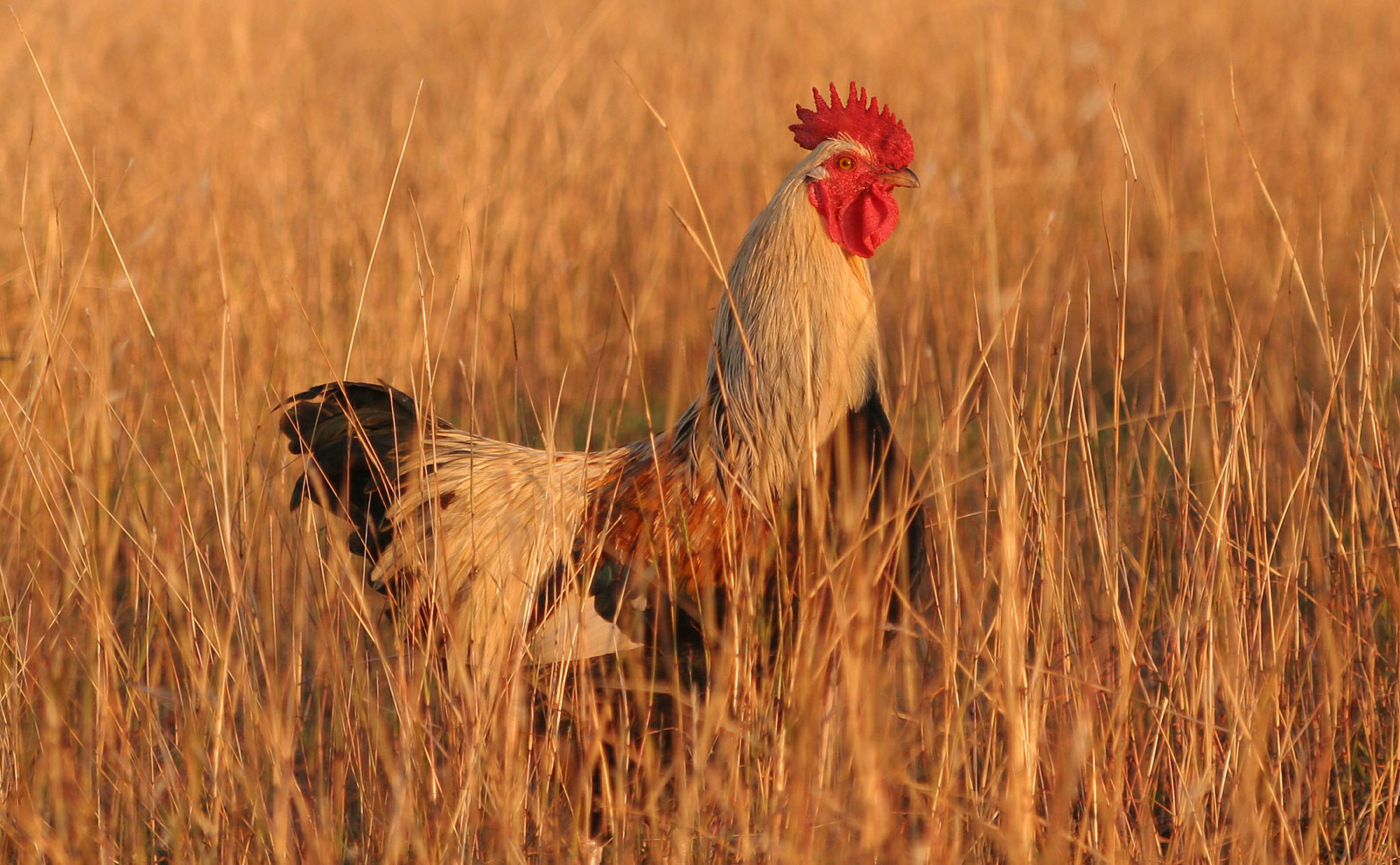
Một con gà trống thả đồng ở một nông trại

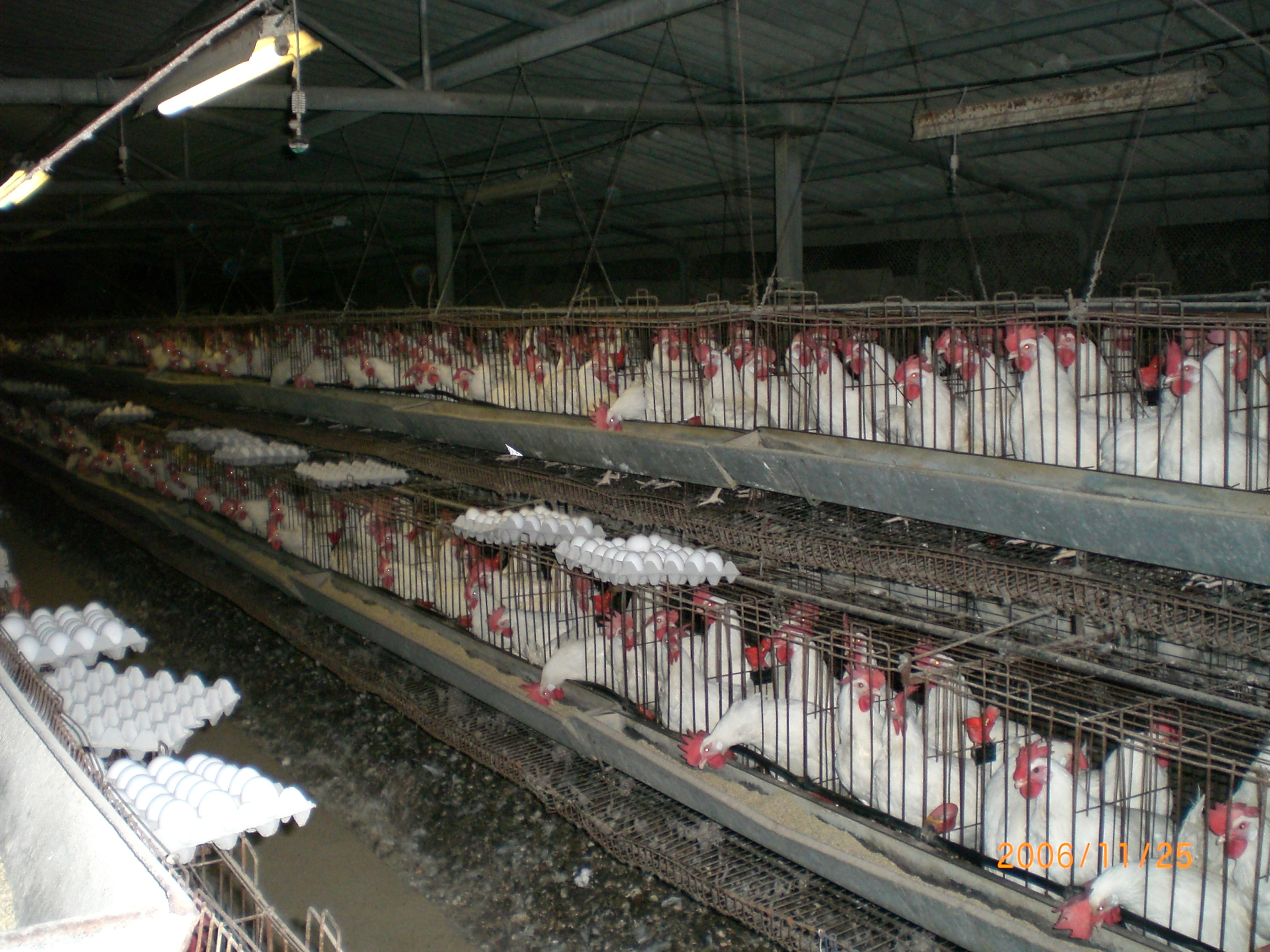
Chuồng nuôi gà công nghiệp

### Nuôi lấy trứng

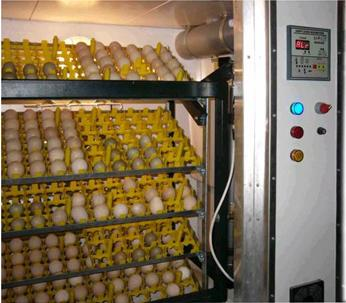
Một lò ấp nhân tạo

## Một số giống

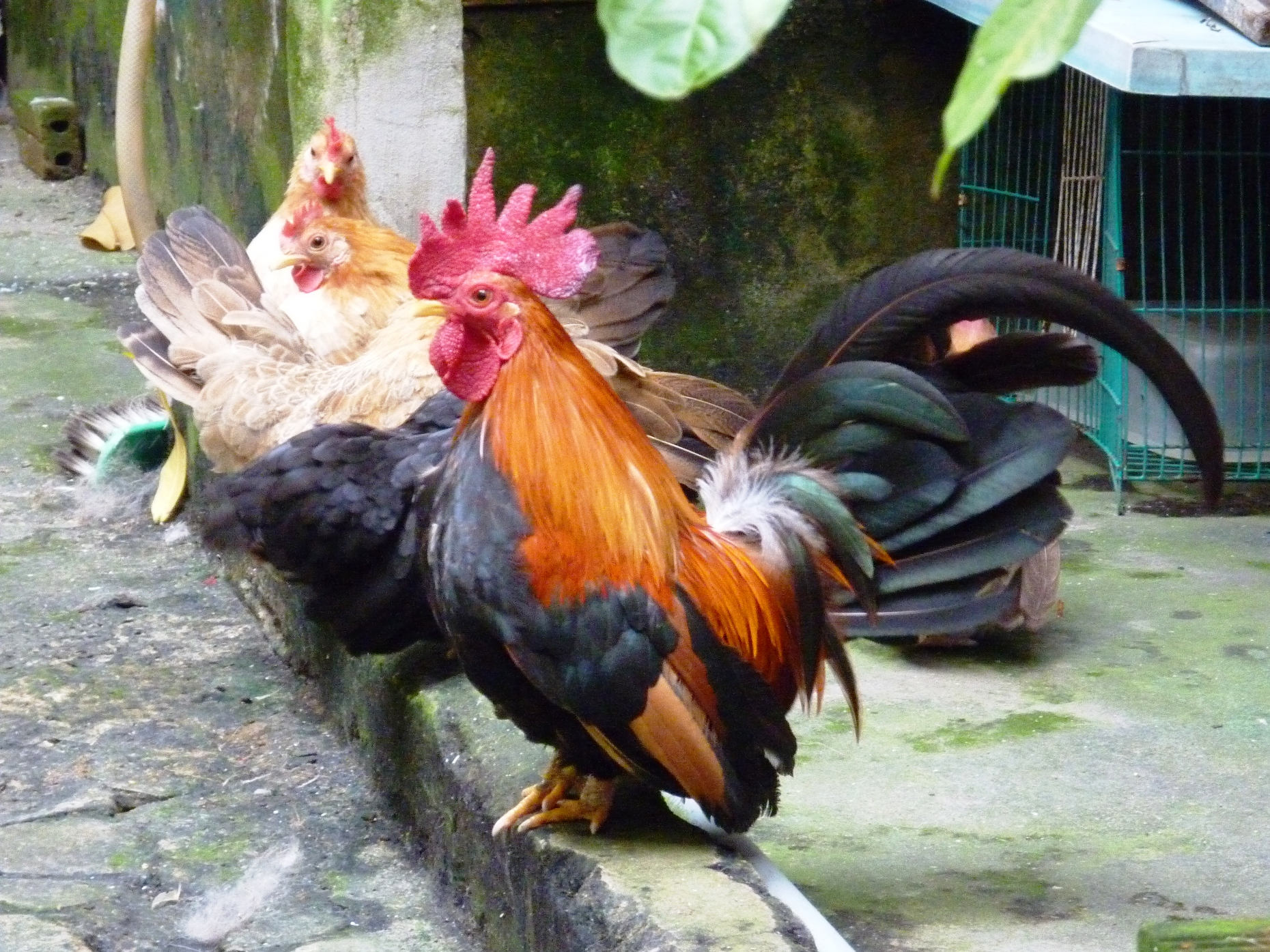
Gà tre Thái Lan

## Giống gà